# Phil Jordon
Philip «Phil» Jordon (Lakeport, California, 12 de septiembre de 1933-Sumner, Washington, 7 de junio de 1965) fue un jugador de baloncesto estadounidense que disputó siete temporadas en la NBA. Con 2,08 metros de estatura, jugaba en la posición de pívot.

## Trayectoria deportiva

### Universidad
Su carrera universitaria transcurrió en los Pirates de la Universidad de Whitworth.

### Profesional
Fue elegido en la cuadragésimo tercera posición del Draft de la NBA de 1956 por Minneapolis Lakers, pero tras no encontrar hueco en el equipo, jugó una temporada con los Seattle Buchan Bakers de la AAU.
En el mes de enero de 1957 fue traspasado a New York Knicks, junto con Jerry Bird y Slater Martin, a cambio de Walter Dukes, donde juega 9 partidos como suplente de Nathaniel Clifton, promediando 4,9 puntos y 3,8 rebotes.
Poco después de comenzada la temporada 1957-58 es traspasado a los Detroit Pistons. Allí conseguiría más minutos de juego, y en su segunda temporada acabaría como tercer mejor anotador de su equipo, tras George Yardley y Gene Shue, promediando 14,3 puntos, a los que añadió 8,3 rebotes por partido.
En 1959 es traspasado a los Cincinnati Royals a cambio de Archie Dees y una futura segunda ronda del draft. Allí cimpartió las posiciones titulares más cercanas al aro con Wayne Embry, promediando en su primera temporada 13,4 puntos y 8,3 rebotes por partido. A pesar de sus buenas actuaciones, mediada la temporada siguiente fue despedido, regresando a los Knicks.
En el equipo de la gran manzana jugó una temporada y media, perdiéndose a causa de una gripe el partido de los 100 puntos de Wilt_Chamberlain, el 2 de marzo de 1962. Este hecho hizo que la prensa justificara la hazaña del jugador de los Warriors, ya que los Knicks se quedaron en aquel momento con un único jugador alto (Darrall Imhoff) para pararlo.
En 1962 es traspasado, junto los derechos sobre Clifford Luyk a los Chicago Zephyrs a cambio de Gene Conley, pero antes de dar comienzo la competición es traspasado por los Zephyrs a St. Louis Hawks a cambio de Charlie Hardnett. Allí jugó como suplente su última temporada como profesional, promediando 6,5 puntos y 4,4 rebotes por partido.

## Estadísticas de su carrera en la NBA

### Temporada regular
| Temporada | Edad | Equipo            | Liga | P   | TIT | MIN  | TC  | TCA  | %TC  | 3P | 3PA | %3P | TL  | TLA | %TL  | R.OF. | R.DEF. | REB | ASIS | ROB | TAP | PER | FP  | PTS  |
| 1956-57   | 23   | New York Knicks   | NBA  | 9   |     | 10.1 | 2.0 | 5.4  | .367 |    |     |     | 0.9 | 1.3 | .667 |       |        | 3.8 | 0.2  |     |     |     | 1.7 | 4.9  |
| 1957-58   | 24   | TOTAL             | NBA  | 58  |     | 15.5 | 3.3 | 8.1  | .413 |    |     |     | 1.1 | 1.6 | .688 |       |        | 5.2 | 0.6  |     |     |     | 1.9 | 7.8  |
| 1957-58   | 24   | New York Knicks   | NBA  | 12  |     | 6.3  | 1.3 | 2.8  | .471 |    |     |     | 0.4 | 0.5 | .833 |       |        | 2.0 | 0.4  |     |     |     | 0.9 | 3.1  |
| 1957-58   | 24   | Detroit Pistons   | NBA  | 46  |     | 17.9 | 3.8 | 9.4  | .409 |    |     |     | 1.3 | 1.9 | .678 |       |        | 6.0 | 0.7  |     |     |     | 2.1 | 9.0  |
| 1958-59   | 25   | Detroit Pistons   | NBA  | 72  |     | 28.6 | 5.5 | 13.4 | .413 |    |     |     | 3.2 | 4.2 | .762 |       |        | 8.3 | 1.2  |     |     |     | 2.7 | 14.3 |
| 1959-60   | 26   | Cincinnati Royals | NBA  | 75  |     | 27.5 | 5.1 | 12.9 | .393 |    |     |     | 3.2 | 4.5 | .716 |       |        | 8.3 | 2.8  |     |     |     | 3.0 | 13.4 |
| 1960-61   | 27   | TOTAL             | NBA  | 79  |     | 26.1 | 4.6 | 11.9 | .383 |    |     |     | 2.6 | 3.8 | .694 |       |        | 8.5 | 2.3  |     |     |     | 3.5 | 11.7 |
| 1960-61   | 27   | Cincinnati Royals | NBA  | 48  |     | 23.8 | 4.2 | 10.6 | .395 |    |     |     | 2.4 | 3.5 | .688 |       |        | 8.8 | 2.2  |     |     |     | 3.1 | 10.9 |
| 1960-61   | 27   | New York Knicks   | NBA  | 31  |     | 29.8 | 5.1 | 13.8 | .368 |    |     |     | 2.9 | 4.1 | .701 |       |        | 8.1 | 2.4  |     |     |     | 4.0 | 13.1 |
| 1961-62   | 28   | New York Knicks   | NBA  | 76  |     | 28.9 | 5.3 | 13.5 | .392 |    |     |     | 1.3 | 2.2 | .571 |       |        | 6.3 | 2.1  |     |     |     | 3.4 | 11.9 |
| 1962-63   | 29   | St. Louis Hawks   | NBA  | 73  |     | 19.5 | 2.9 | 7.2  | .400 |    |     |     | 0.8 | 1.4 | .554 |       |        | 4.4 | 1.4  |     |     |     | 2.4 | 6.5  |
| Total     |      |                   | NBA  | 442 |     | 24.4 | 4.4 | 11.2 | .397 |    |     |     | 2.0 | 3.0 | .688 |       |        | 6.9 | 1.7  |     |     |     | 2.8 | 10.9 |

### Playoffs
| Temporada | Edad | Equipo          | Liga | P  | MIN | TCA | TC | 3PA | 3P | TLA | TL | R.OF. | REB | ASIS | ROB | TAP | PER | FP | PTS | %TC  | %3P | %FT  | MIN  | PTS  | REB | AST |
| 1957-58   | 24   | Detroit Pistons | NBA  | 6  | 62  | 12  | 30 |     |    | 15  | 20 |       | 12  | 2    |     |     |     | 15 | 39  | .400 |     | .750 | 10.3 | 6.5  | 2.0 | 0.3 |
| 1958-59   | 25   | Detroit Pistons | NBA  | 3  | 99  | 15  | 45 |     |    | 15  | 18 |       | 24  | 5    |     |     |     | 9  | 45  | .333 |     | .833 | 33.0 | 15.0 | 8.0 | 1.7 |
| 1962-63   | 29   | St. Louis Hawks | NBA  | 7  | 82  | 9   | 24 |     |    | 3   | 4  |       | 15  | 7    |     |     |     | 10 | 21  | .375 |     | .750 | 11.7 | 3.0  | 2.1 | 1.0 |
| Total     |      |                 | NBA  | 16 | 243 | 36  | 99 |     |    | 33  | 42 |       | 51  | 14   |     |     |     | 34 | 105 | .364 |     | .786 | 15.2 | 6.6  | 3.2 | 0.9 |

## Fallecimiento
Jordon falleció ahogado mientras practicaba rafting en el estado de Washington el 7 de junio de 1965 junto con otras tres personas, que sí lograron salvar la vida. Su cuerpo sin vida fue encontrado 20 días más tarde en el Estrecho de Puget.